# Джини (одичавший ребёнок)
Джи́ни (англ. Genie; род. 18 апреля 1957 года, Аркейдия, Калифорния, США — ?) — одичавшая девочка, обнаруженная американскими властями в 1970 году. Джини провела первые 13 лет и 7 месяцев своей жизни в запертой комнате, пребывая практически в полной социальной изоляции. Случай вызвал значительный интерес у психологов, лингвистов и других учёных. Первоначально девочка была помещена в детскую больницу; позже — находилась в домах учёных, опекунов и у своей матери. Через некоторое время финансирование исследований было прекращено, и Джини поместили в специализированное заведение для людей с ограниченными возможностями. Её местонахождение не раскрывается.
Джини — не настоящее имя девочки, а псевдоним, данный исследователями для того, чтобы гарантировать ей некоторую анонимность. По словам лингвиста Сьюзан Кёртис, работавшей с Джини, девочка была подобна джинну из бутылки, который, миновав детские годы, внезапно возник в обществе. «У неё не было того, что у людей называется детством», — сказала Кёртис.

## Изоляция и освобождение
Родители Джини — Дороти Айрин Оглсби (англ. Dorothy Irene Oglesby; 1920—2003) и Кларк Грей Уайли (англ. Clark Gray Wiley; 1901—1970) — проживали в калифорнийском городе Аркейдия, у них было четверо детей, из которых выжили двое — Джини и её старший брат Джон. Первые двое скончались при не выясненных до конца обстоятельствах. Своего первого ребёнка — девочку, которая раздражала его плачем, — Кларк Уайли завернул в одеяло и поместил в ящик стола, стоявшего в гараже. После этого в возрасте 2,5 месяцев ребёнок умер от пневмонии. Второй ребёнок, мальчик, умер вскоре после рождения, захлебнувшись собственной слюной. Айрин страдала от катаракты обоих глаз, вызванной детской травмой, поэтому имела остроту зрения лишь 0,1 (в 10 раз меньше нормы).
На протяжении первых шести месяцев жизни Джини регулярно осматривал педиатр. Согласно медицинским записям, Джини на протяжении этого периода была нормальным ребёнком. По словам матери, девочка отказывалась принимать твёрдую пищу, а также демонстрировала задержку в развитии. В возрасте 14 месяцев Джини был поставлен диагноз «пневмония»; после осмотра лечащий врач заявил о том, что она проявляет признаки «вероятной задержки умственного развития». Это предположение стало поворотным в жизни Джини: отец девочки изолировал её в одной из комнат своего дома от контактов с матерью и старшим братом.
Первые 12 лет своей жизни Джини провела в запертой комнате. Днём отец надевал на неё подгузники и привязывал к детскому стульчику. На ночь он фиксировал девочку при помощи самодельной смирительной рубашки и помещал ребёнка в металлический вольер. Кларк Уайли кормил девочку только детскими смесями на молоке и общался с ней, преимущественно имитируя собачий лай и рычание. Каждый раз, когда она пыталась говорить, он избивал её палкой. Игрушками для Джини служили полиэтиленовые плащи, висевшие в комнате, и пустые катушки из-под ниток. Уайли не переносил шума, и поэтому в доме не было ни радиоприёмника, ни телевизора. Мать девочки и её брат, опасаясь Кларка, разговаривали шёпотом.
Кларк предполагал, что Джини умрёт, не дожив до 12 лет. Он говорил жене, что когда Джини исполнится 12 лет, она сможет отвести дочь к врачу. Однако позже Уайли отказался от своих слов и не разрешил жене покидать дом и контактировать с родителями.
В 1970 году 50-летняя Айрин ушла от мужа, взяв с собой дочь, которой на тот момент было 13 лет. К этому времени Джон уже сбежал из дома. 4 ноября 1970 года Айрин обратилась в Департамент социальной помощи калифорнийского города Темпл-Сити за денежным пособием для слепых. Она взяла с собой Джини, но из-за практически полной слепоты перепутала двери и зашла в отделение, где принимали граждан по общим вопросам. Подошедшая к ним соцработница немедленно обратила внимание на необычное поведение Джини: девочка то и дело плевалась и ходила дёрганой «кроличьей походкой», держа перед собой руки на весу и растопырив пальцы как когти. Предположив по виду маленькой и тощей Джини, что ей не более 6-7 лет, соцработница была удивлена, узнав, что ей уже 13 лет. Как следует расспросив мать и получив подтверждение возраста девочки, соцработница вместе со своим начальником поставили в известность представителей Офиса шерифа округа Лос-Анджелес.
Супругам Уайли были предъявлены обвинения в жестоком обращении с ребёнком. Незадолго до начала судебного заседания Кларк Уайли покончил жизнь самоубийством, выстрелив себе в правый висок. Он оставил предсмертную записку, в которой было написано, что «мир никогда не поймёт» (англ. The world will never understand), а также ещё одну записку и 400 долларов для Джона.
Полицейский Линли (англ. Linley), который производил арест Айрин и Кларка Уайли, вспоминает: «Джини спала в вольере из проволочной сетки, закрытом на замок. Это была клетка для ребёнка. Окно комнаты было задрапировано алюминиевой фольгой, отражающей солнечный свет. В комнате было темно, как в шахте ночью». Полиция обнаружила, что Кларк Уайли вёл журнал, в котором отмечал время, когда он закрывал двери и окна от нежелательных взглядов соседей. По словам Линли, он был полным диктатором в своём доме.
На момент обнаружения 13-летняя Джини носила подгузники и практически не владела речью. По решению суда её поместили в детскую больницу при Калифорнийском университете в Лос-Анджелесе.

## Исследование и реабилитация
Когда Джини поместили в детскую больницу, её вес составлял около 27 кг при росте 1,37 м. Она не умела бегать, не могла полностью выпрямить руки и ноги и поэтому ходила, испытывая значительные затруднения. Девочка не реагировала на температуру окружающей среды, не была приучена к туалету, не умела жевать, не контролировала слюнотечение и постоянно плевалась, тело и одежда девочки были покрыты слюной. В результате того, что в течение длительного времени ребёнок был зафиксирован в сидячем положении, на её ягодицах образовались массивные мозоли. Были отмечены значительные проблемы с её зрением и состоянием зубов. У Джини оставался целый ряд привычек, приобретённых в ранние годы жизни. У девочки происходило неконтролируемое мочеиспускание, когда что-то очень заинтересовывало или волновало её. Кроме того, она «неумеренно мастурбировала». На протяжении первых месяцев пребывания Джини в больнице был проведён ряд исследований, направленных на определение её психического и физического состояния. Тесты показали, что по умственному развитию она находится на уровне годовалого ребёнка. Поначалу она могла распознавать только собственное имя и слово «sorry» («извини»). Через некоторое время девочка стала произносить две фразы, которые, по оценкам специалистов, имели ритуальный характер: «stopit» и «nomore» («хватит» и «не надо»).
Реабилитацией и исследованием Джини занимался коллектив, в который вошли:
- Говард Хансен (англ. Howard Hansen) — заведующий психиатрическим отделением больницы,
- Дэвид Риглер (англ. David Rigler) — ведущий психолог психиатрического отделения,
- Джеймс Кент (англ. James Kent) — лечащий врач,
- Джей Шёрли (англ. Jay Shurley) — психиатр, специалист в области исследований случаев социальной изоляции.

Общее руководство над проектом, который получил название «Последствия чрезвычайной социальной изоляции», осуществлял Дэвид Риглер.
Чтобы определить, насколько языковые навыки Джини отклонены от нормы, была приглашена Виктория Фромкин — эксперт в области психолингвистики из Калифорнийского университета в Лос-Анджелесе, которая впоследствии опубликовала несколько книг о Джини. Вместе с ней в исследовании приняла участие Сьюзан Кёртис (англ. Susan Curtiss) — молодой дипломированный лингвист. Кёртис вспоминает: «Джини не была социализирована и вела себя ужасно, но при этом она очаровала нас своей красотой». Дальнейшие несколько лет своей жизни Кёртис посвятила работе с Джини.

### Сьюзан Кёртис
На первом этапе работы с девочкой Сьюзан Кёртис, пытаясь установить с ней контакт, проведывала её или выводила на прогулки. Кёртис заходила с Джини в магазины, и последняя проявляла любопытство, разглядывая мясные продукты и пластиковые контейнеры. Джини, которая провела свою жизнь, практически не покидая стен дома, интересовалась всеми зданиями, мимо которых они проходили с Кёртис. Девочка часто подходила к дверям домов, надеясь, что её впустят и она сможет посмотреть, что там внутри.
Несмотря на то, что поначалу в лексиконе Джини присутствовало менее 20 слов, Кёртис описывала её как «очень общительного» ребёнка. По словам Кёртис, если Джини не удавалось выразить мысли при помощи слов, то она использовала жесты. Кроме того, девочке нравилось, когда её гладили и обнимали. Если её что-то расстраивало, то девочка реагировала «беззвучным криком», но со временем она стала «выражать свои эмоции вполне открыто».
В июне 1971 года Кёртис начала систематически исследовать лингвистические возможности девочки. За первые 7 месяцев, прошедшие после освобождения, Джини научилась распознавать, предположительно, немного более сотни новых слов и начала говорить. Кёртис вспоминает, что как-то раз они с Джини пришли в гости к одному психологу, и девочка принялась за исследование комнат его дома. Внимание Джини привлекла декоративная подушка. На вопрос «что это?» девочка ответила «pillow» («подушка»). Затем девочку спросили, не хочет ли она посмотреть на кота. Джини ответила «No. No. Cat» («Нет. Нет. Кот») и резко покачала головой. Тем не менее, преимущественно ребёнок молчал.
Поначалу Джини (подобно детям, которые только начинают говорить) произносила фразы, состоящие из одного слова. В июле 1971 года она начала объединять в одной фразе уже по два слова: «big teeth» («большие зубы»), «little marble» («маленький шарик»), «two hand» («две рука»). Несколько позже Джини стала использовать глаголы: «Curtiss come» («Кёртис приходить»), «want milk» («хотеть молоко»). В ноябре того же года Джини начала строить фразы, состоящие из трёх слов: «small two cup» («маленький два чашка»), «white clear box» («белый прозрачный ящик»). В январе 1972 года, согласно сообщениям Кёртис, Джини, используя ограниченный лексикон, начала описывать события, произошедшие в прошлом. В частности, девочка рассказала о Кларке Уайли: «Отец бить рука. Большой палка. Джини плакать» (англ. Father Hit Arm. Big Wood. Genie Cry). Ещё через некоторое время она научилась читать простые слова.
В отличие от нормальных детей, Джини никогда не задавала вопросов, хотя и предпринимались неоднократные попытки обучить её этому. Также она не смогла освоить грамматику, а развитие её речевых навыков было чрезвычайно заторможенным. Как правило, через несколько недель после того, как ребёнок начинает произносить фразы из двух слов, происходит резкий скачок, и его речевые навыки начинают активно развиваться. С Джини такого не произошло. Даже после 4 лет обучения её речь напоминала «искажённый телеграфный стиль». Девочка оказалась неспособна связывать несколько слов в осмысленные предложения при помощи союзов и служебных частей речи. Трудности для неё представляли предложения, в которых использовались глаголы-связки. Она регулярно пропускала такие вспомогательные слова, как «have» и «will». Тем не менее, преподавателям удалось добиться некоторых успехов. Например, в начале реабилитации Джини говорила «нет иметь игрушка» (англ. no have toy), в дальнейшем — «я не иметь игрушка» (англ. I not have toy), и, наконец, «у меня нет игрушки» (англ. I do not have the toy).
В 1967 году Эрик Хайнц Леннеберг — психолог Гарвардского университета — выдвинул так называемую гипотезу критического периода. Леннеберг утверждал следующее: существует определённый возрастной порог, после достижения которого овладение языковыми навыками невозможно. Согласно Леннебергу, критический период наступает в возрасте около 2 лет, а заканчивается с завершением периода полового созревания. Миновав критический период, человек оказывается не в состоянии овладеть первым языком. Джини частично опровергла эту гипотезу. Виктория Фромкин в этой связи отмечает, что по завершении критического периода ребёнок «в какой-то степени может овладеть языковыми навыками». С другой стороны, Джини не удалось освоить грамматику, а именно она является, по утверждению Ноама Хомского, тем, что отличает язык людей от общения животных. Например, Джини не смогла понять, в чём заключается различие между местоимениями или между активными и пассивными формами глаголов. Исходя из этого, высказывалось предположение, что подобного рода проблемы являлись подтверждением гипотезы критического периода.
Проблемы с обучаемостью Джини трудно списать на недостаток внимания со стороны преподавателей. Поначалу казалось невероятным, что эта девочка когда-нибудь будет ходить в школу, но уже через несколько месяцев после прибытия в детскую больницу она начала ходить в ясли для нормальных детей. Вскоре её перевели в специальную корекционную начальную школу. Затем в течение нескольких лет она обучалась в коррекционной школе для детей с задержкой умственного развития. Кроме того, на протяжении нескольких лет Джини занималась с логопедом.
Исследователи высказывают предположение, что языковые проблемы Джини не были обусловлены врождёнными отклонениями. Несмотря на то что её мать предоставляла зачастую противоречивую информацию, медики склоняются к мнению, что Джини родилась нормальным ребёнком. Кёртис выдвинула предположение, основывающееся на том, что у подавляющего большинства людей, являющимися правшами, речевой центр расположен в левом полушарии головного мозга. Исходя из этого, Кёртис предположила следующее: языковые проблемы Джини можно объяснить тем, что у неё за развитие и функционирование речевых навыков отвечает правое полушарие головного мозга.
Чтобы удостовериться в правильности предположений, Кёртис провела ряд тестов, одним из которых было так называемое «дихотическое слушание». Метод заключается в том, что испытуемому через наушники по двум независимым каналам подаётся различная звуковая информация. В результате проведённого испытания было установлено, что Джини во всех случаях намного лучше распознавала информацию, поступающую в левое ухо, чем в правое. Кёртис пишет, что информация, передаваемая в левый наушник, распознавалась с точностью 100 %, а поступавшая в правый, — с точностью ниже уровня случайности. Это указывало на то, что у Джини преимущественно функционировало правое полушарие головного мозга.
Кроме того, ряд исследований был проведён сотрудниками Института мозга при Калифорнийском университете в Лос-Анджелесе (англ. UCLA Brain Research Institute). В ходе одного из экспериментов Джини сначала прослушивала набор различных предложений, затем — просматривала карточки с изображёнными на них лицами. Одновременно снималась электроэнцефалограмма, данные которой подтвердили, что задачи по выполнению и речевых, и неречевых функций выполняло правое полушарие её головного мозга.
Кёртис сообщает, что особенно хорошо девочка справлялась с заданиями, направленными на проверку функций правого полушария. В частности, Джини отлично прошла так называемый «тест Муни», который заключался в следующем: испытуемой демонстрировали чёрно-белые, очень контрастные картинки, некоторые из которых изображали человеческие лица, а некоторые являлись абстрактными фигурами. Задача пациентки заключалась в том, чтобы распознать, на каких картинках изображены лица. По словам Кёртис, Джини «показала наилучший результат среди детей и взрослых из всех случаев, когда-либо описанных в литературе».
С самого начала лексикон Джини содержал слова, которыми можно было описать характеристики объектов видимого мира — их цвет, форму, размер. И это было, по мнению Кёртис, ещё одним доказательством доминирования правого полушария головного мозга. Все её первые фразы, состоящие из двух слов, описывали неодушевлённые предметы. Темами первых разговоров у нормальных детей являются люди или  действия людей над предметами. Джини же преимущественно говорила о характеристиках предметов: «black shoe» («чёрный ботинок»), «lot bread» («много хлеб»).
На протяжении 1971—1979 гг. Кёртис проводила, кроме того, тесты, целью которых было определение уровня интеллекта Джини. Кёртис отмечает, что IQ её подопечной значительно вырос за это время. В частности, в 1971 году Джини, пройдя тест, разработанный специально для глухих детей и не требующий вербальных инструкций, набрала 38 баллов; в 1972 году — 53 балла; в 1974 году — 65 баллов; а в 1977 году — 74 балла. Тем не менее, в заданиях, связанных с функциями левого полушария головного мозга, она добилась гораздо меньшего успеха. В частности, по результатам теста на слуховую память (функция левого полушария) она продемонстрировала развитие на уровне 3-летнего ребёнка. В тесте на зрительную память (задействуются оба полушария) она показала уровень развития ребёнка 6—12 лет. В тесте на гештальт-восприятие (функция правого полушария) Джини показала уровень развития взрослого человека.
Джини так и не смогла освоить грамматику английского языка; всё, на что она оказалась способна, — составление коротких фраз типа «Applesauce buy store» (Яблочное пюре купить магазин). В своих работах Кёртис делает вывод о существовании критического периода развития левого полушария. Это означает, что если первый язык не был освоен в течение этого периода, то речевые функции левого полушария атрофируются и дальнейшее обучение ограничивается исключительно правым полушарием. В ходе исследований было выдвинуто предположение, что овладение грамматическими навыками невозможно без языковой практики. Если ребёнок лишён возможности разговаривать, то наступает момент, когда способность к построению предложений утрачивается навсегда.

### Джей Шёрли
Психиатр Джей Шёрли на протяжении четырёх ночей снимал электроэнцефалограмму спящей Джини. Данные электроэнцефалограммы показали, что мозг девочки производит необычно высокое количество так называемых «веретён сна» (вспышек волн частотой 11—15 Гц, сопровождающихся постепенным нарастанием и последующим уменьшением амплитуды). Ненормальное количество «веретён сна» на электроэнцефалограмме Джини говорило о дисфункции головного мозга девочки и вызывало очередной вопрос: является ли эта дисфункция врождённой или же она — следствие нарушений, произошедших в ранние годы жизни.
Шёрли в этой связи заявил следующее: «У меня сложилось абсолютно чёткое впечатление, что Джини от рождения была умственно отсталой. Исследования, предметом которых было состояние её головного мозга во время сна, доказывают это. Чрезмерное количество „веретён“ является характерным признаком серьёзной задержки умственного развития». Ему возражает Сьюзан Кёртис: «Функциональная задержка Джини обусловлена теми условиями, в которых она содержалась на протяжении первых лет своей жизни. Она не является умственно отсталой, в строгом смысле этих слов. В частности, Джини ежегодно проходила тесты и ежегодно демонстрировала развитие интеллекта. Такого не бывает с умственно отсталыми людьми».

### Джин Батлер
Некоторые исследователи полагали, что проживание Джини в атмосфере, наполненной любовью к ней, благоприятным образом отразится на реабилитации девочки. Психолог Джеймс Кент (англ. James Kent) утверждал, что девочку нельзя разлучать с матерью, поскольку сложившиеся между ними отношения были единственной позитивной эмоциональной связью в её жизни.
Тем не менее, девочку взяла в свой дом её воспитательница из детской больницы — Джин Батлер. 23 июня 1971 года Джин Батлер обратилась к руководству больницы с просьбой разрешить Джини ночевать в её доме, а 7 июля Батлер сообщила, что наблюдает у себя симптомы краснухи и, вероятно, Джини тоже инфицирована. Чтобы не допустить распространения инфекции в помещении детской больницы, Батлер оставила девочку на карантин в своём доме. По словам Сьюзан Кёртис, история с краснухой была специально придумана Батлер. Более того, Кёртис утверждает, что Батлер не скрывала своих амбиций и надеялась прославиться благодаря Джини. По словам Кёртис, Батлер часто заявляла своим коллегам, что «станет новой Энн Салливан». Со своей стороны, Джин Батлер в личных записях выражала озабоченность тем, что исследователи подвергают Джини чрезмерным экспериментам.
По словам Батлер, она была не единственным человеком, кто испытывал подобного рода беспокойство. 13 июля она записала в своём дневнике следующее:

«Приходила Сью Омански из Департамента социального обеспечения населения… Она чрезвычайно критически отнеслась к тому, что с этим ребёнком обращаются как с подопытным кроликом, и высказалась против того, чтобы эта студентка (Кёртис) ходила и записывала всё, что говорит ребёнок. По мнению г-жи Омански, эти люди используют Джини, чтобы прославиться».
Через некоторое время Батлер подала в Департамент социального обеспечения населения (англ. Department of Public Social Services) заявку на оформление опекунства над Джини. По мнению Сью Омански, дом Батлер полностью соответствовал необходимым требованиям.
Действия Батлер сопровождались развитием конфликтной ситуации между ней и некоторыми членами исследовательского коллектива. В середине июля произошёл, в частности, инцидент между Батлер и Дэвидом Риглером. Причиной инцидента стал щенок лабрадора, которого Риглер собирался показать Джини, но она очень испугалась и убежала. Девочка говорила «нет собака» (no dog) и «испугал» (scared).
Батлер отмечала, что подобно большинству детей, выросших в условиях социальной изоляции, Джини предпринимала попытки тезаврации, в частности девочка пыталась «запасать» ёмкости с жидкостью (вода, молоко). Согласно записям Батлер, в июле — августе 1971 года были достигнуты значительные успехи в деле реабилитации Джини: у неё реже стало происходить ночное мочеиспускание, и она стала меньше мастурбировать, переключая свой интерес на иные виды активности. Кроме того, Батлер отмечает: «Качество её речи улучшилось, а лексикон расширился, как минимум, в 10 раз. Я научила её правильному применению слова „да“… и научила вербально выражать своё недовольство, произнося слово „angry“ („сердитый“), сопровождая его ударом в воздух или по какому-либо предмету (например, по большому надувному пластиковому клоуну)».
Сотрудники Национального института психического здоровья также отметили тот прогресс, который был достигнут в деле реабилитации Джини во время её проживания в доме Батлер.
Тем не менее, представители службы по предоставлению прав на опекунство, осмотрев дом Батлер, пришли к выводу, что он не соответствует условиям, необходимым для получения лицензии. Поэтому заявка, поданная Батлер, не была удовлетворена. Такое решение было принято отчасти из-за давления со стороны некоторых сотрудников детской больницы. По словам Кента, Дэвид Риглер попросил Батлер покинуть коллектив.

### Дэвид и Мэрилин Риглер
В 1971 году Риглер и его жена стали первыми официальными опекунами девочки, и Джини переехала в дом Риглеров, где, кроме супружеской пары, проживали их два сына и дочь (все подросткового возраста), собака и кот. По словам Риглера, у Джини была своя спальня и ванная комната. Дэвид Риглер вспоминает: «Джини, как двухлетнего ребёнка, нельзя было оставлять одну дома. Она училась есть твёрдую пищу, перестала мочиться в постель и, поскольку у неё начались месячные, научилась пользоваться прокладками».
Мэрилин, супруга Дэвида Риглера, стала новой воспитательницей Джини. Мэрилин столкнулась с необходимостью проведения не совсем традиционных уроков, в частности ей пришлось учить Джини умению управлять гневом. Как правило, разозлясь, Джини направляла энергию на саму себя, совершая акты самоповреждения. Мэрилин научила девочку давать выход эмоциям — прыгать, хлопать дверьми, топать ногами и пр. Со временем Риглер научила девочку выражать своё эмоциональное состояние при помощи как вербальных, так и невербальных средств. В частности, о сильно выраженных негативных чувствах она сигнализировала, показывая один палец, а об умеренном расстройстве — показывая все пять пальцев.
Кроме того, Мэрилин Риглер поставила перед собой задачу «пробудить в Джини чувство связанности с материальным миром». Мэрилин вспоминает: «Однажды я разрешила Джини наполнить ванну, но когда я опустила в воду руку, то оказалось, что она была холодной как лёд. Но для неё, похоже, это не имело никакого значения».
Риглеры научили Джини на ощупь распознавать слова, буквы которых были изготовлены из наждачной бумаги. Девочка научилась писать своё имя, кроме того, она много рисовала и лепила из пластилина, а также освоила язык жестов и демонстрировала значительный прогресс в развитии.
Джини развила уникальные навыки невербального общения: наблюдатели сообщали о неоднократных случаях, когда незнакомые люди дарили девочке вещи, к которым она проявляла интерес. Сьюзан Кёртис вспоминает: «На протяжении первых месяцев [работы с Джини] мы неоднократно встречали одного мясника. Этот мужчина ничего у неё не спрашивал, он даже не знал, как её звать. Но каким-то образом им удавалось общаться. Каждый раз, когда мы приходили [в мясной отдел супермаркета], он что-то подавал Джини: какую-то косточку, кусок мяса, немного рыбы и т. д. И этот человек разрешал ей делать то, что она обычно делала [с незнакомыми предметами], а именно проводить их тактильное обследование, подобно тому, как это делают слепые люди: она трогала их пальцами и касалась губами». Об аналогичном случае вспоминает Дэвид Риглер: «Однажды мы встретили мужчину и его сына — они выходили из магазина, и мальчик держал в руках игрушечную пожарную машину. И мы уже разминулись с ними, но вдруг мальчик догнал нас и вручил Джини игрушку. Она не просила его об этом, она не сказала и слова, но каким-то образом ей удавались такие вещи».

### Прекращение финансирования
Несмотря на то, что в деле реабилитации Джини был достигнут определённый успех, американский Национальный институт психического здоровья, финансировавший исследования, не был удовлетворён полученными результатами. Высказывалась критика в отношении материалов исследования, которые, по мнению представителей Института, велись несистематично и непрофессионально. В частности, возникли вопросы в отношении деятельности Дэвида Риглера, который собрал значительный объём материалов, но так и не определил направление для своей научно-исследовательской деятельности. После неоднократных предупреждений в 1974 году финансирование было прекращено. На следующий год Риглеры приняли решение отказаться от опекунства над Джини. В 1993 году Дэвид Риглер в открытом письме, опубликованном в The New York Times, заявил, что его опекунство над Джини изначально планировалось как временное.

## Дальнейшая судьба
После того как Риглеры отказались от опекунства над Джини, девочка проживала в приёмных семьях, где она постепенно регрессировала. В 1975 году Джини исполнилось 18 лет. В том же году исследование было прекращено, а вскоре Айрин Уайли, добившись снятия выдвинутых против неё обвинений в жестоком обращении с ребёнком, изъявила желание взять Джини под свою опеку. Ей было предоставлено это право, но через несколько месяцев совместного проживания Айрин поняла, что не может выполнять свои обязанности, и отказалась от дальнейшей опеки над Джини. По словам Дэвида Риглера, Джини была счастлива, когда проживала со своей матерью. В 1977 году её вновь поместили в детскую больницу. Джини при помощи языка жестов рассказала, что в одном из домов её стошнило, и за это она была жестоко наказана своими приёмными родителями. После этого случая в поведении Джини произошёл резкий регресс — боясь, что её снова вырвет, она перестала разговаривать. В 1978 году, после перенесённой офтальмологической операции, Айрин Уайли вновь подала ходатайство на опеку над Джини. Однако к тому времени Джини находилась уже в специальном заведении для совершеннолетних. Частный фонд, который взял на себя расходы по содержанию Джини, отказался разглашать информацию относительно её местонахождения.
В 1977 году Айрин Уайли отправила Кёртис письмо, в котором выразила несогласие с позицией, высказанной Кёртис в книге Genie: A Psycholinguistic Study of a Modern-Day «Wild Child». В частности, она написала, что ей причинило боль классифицирование её дочери как «ребёнка джунглей». Кроме того, в письме содержались опровержения информации о том, что Кларк бил Джини и Айрин, а также не разговаривал с ребёнком.
В 1979 году Айрин Уайли подала исковое заявление против детской больницы и членов исследовательской группы (в том числе и против Сьюзан Кёртис). Айрин от своего имени и от имени Джини обвинила медиков и учёных в разглашении «частной и конфиденциальной информации», касающейся её и её дочери. Согласно исковому заявлению Айрин Уайли, члены исследовательской группы подвергли девочку «чрезмерным и возмутительным» экспериментам, целью которых была не реабилитация пациентки, а извлечение личной и материальной выгоды. Дэвид Риглер утверждает, что настоящим инициатором судебного иска выступила Джин Батлер. По словам Риглера, Батлер руководствовалась чувством мести. Его утверждение поддержали Фромкин и Кёртис в своём письме еженедельнику The New Yorker. Los Angeles Times сообщила, что адвокат, представляющий интересы Айрин Уайли, оценил нанесённый ущерб в 500 тыс. долларов. В 1984 году иск был удовлетворён. Тем не менее, Дэвид Риглер в открытом письме, опубликованном в The New York Times, утверждает, что иск был отклонён Верховным судом штата Калифорния, и дело не рассматривалось в судебном порядке. Айрин Уайли скончалась в 2003 году.
Сьюзан Кёртис продолжала работать с Джини на добровольной основе, но решением суда ей было запрещено посещать её пациентку. В 2008 году Кёртис в интервью ABC News сообщила, что на протяжении последних 20 лет она пыталась разыскать Джини, но её попытки оказались безрезультатными.
В 2008 году американские СМИ сообщили о том, что некий человек, «занимавшийся исследованием жизни Джини», установил её местонахождение, воспользовавшись услугами частного детектива. По словам этого лица, пожелавшего сохранить анонимность, в 2000 году Джини содержалась вместе с 6—8 другими пациентками в частном специализированном заведении для взрослых. «У меня есть отчётные ведомости её расходов. Там присутствуют, например, счета за такие вещи, как купальник, полотенце, хула-хуп и Walkman. Это так трогательно. Но там ей хорошо», — заявил аноним. В том же году ABC News сообщила о том, что Джини находится в частном заведении, расположенном в южной Калифорнии, и о ней там хорошо заботятся. Она может произнести всего несколько слов, но хорошо помнит язык жестов, которому её научили в 1970-х годах.
В 2008 году Джон Уайли (родной брат Джинни) поделился воспоминаниями о ранних годах своей жизни. Он рассказал, что в 6-летнем возрасте стал свидетелем дорожно-транспортного происшествия, в результате которого погибла его бабушка по отцовской линии. Когда Джону было 4 года, эта женщина забрала мальчика у отца, которого считала плохим родителем, и поселила в своём доме. Джон утверждает, что его бабушка, мать Кларка Уайли, была матерью-одиночкой, которая руководила публичным домом. После смерти бабушки Джон вернулся к родителям. Его мать, согласно утверждениям Джона, была почти слепой и психически больной женщиной, а отец обвинил его в смерти бабушки. Вскоре вся семья въехала в её дом. «Мой дом был как концентрационный лагерь, — вспоминает Джон Уайли, — я не знал, что такое нормальная жизнь». Родившуюся в 1957 году Джини отец изолировал в одной из двух спален дома; по словам Джона Уайли, во вторую спальню доступ был запрещён — отец хотел оставить в ней всё так, как было при жизни его матери. Члены семьи спали в гостиной: Кларк — в кресле, Айрин — на обеденном столе, а Джон на полу. Когда Джон достиг периода полового созревания, по его словам, он подвергался жестоким наказаниям со стороны отца за «растущую сексуальность». Кларк Уайли привязывал ноги подростка к стулу и наносил ему удары в область паха. «Думаю, он не хотел, чтобы у меня было потомство, и удивительно, что я всё-таки завёл его, — вспоминает Джон. — Для того, чтобы другие дети не видели моих интимных мест, когда мы мылись в душе, он направлял записки в школу с просьбой освободить меня от занятий физкультурой».
В 2010 году Донна Оглсби, родственница Джини по материнской линии, занимающаяся изучением генеалогии, опубликовала на сайте Find a Grave свои исследования относительно происхождения Джини и её ближайшего окружения. Согласно информации, приведённой Оглсби, настоящее имя Джини — Сьюзан М. Уайли (англ. Susan M. Wiley).
В статье журналиста Рори Кэрролла в The Guardian, опубликованной в июле 2016 года, сообщается, что Джинни всё ещё живёт под опекой государства в штате Калифорния, а ее брат умер в 2011 году, и говорится, что, несмотря на неоднократные попытки, Сьюзен Кёртис не смогла возобновить контакт с Джинни.

## В популярной культуре
- В 2001 году вышел фильм «Пересмешник не будет петь», сюжет которого основан на истории Джини. События представлены с точки зрения Сьюзан Кёртис. Режиссёр картины Гарри Бромли Девенпорт[англ.] провёл около 40 часов, беседуя с Кёртис[3]. Картина получила первый приз за лучший сценарий на Международном кинофестивале в Род-Айленде[англ.][37][38][39].